# Distretto di Slov'jans'k
Il distretto di Slov'jans'k (in ucraino Слов'янський район?, Slov'jans'kij rajon) era un distretto dell'Ucraina, situato nell'oblast' di Donec'k. Il suo capoluogo era Slov'jans'k.
È stato soppresso con la riforma amministrativa del 2020.